# Шнайдер, Штефани
Штефани Шнайдер (нем. Stephanie Schneider, 25 сентября 1990, Брайтенбрунн) — немецкая бобслеистка, разгоняющая, выступает за сборную Германии с 2008 года. Чемпионка мира в смешанных состязаниях по бобслею и скелетону, обладательница серебряной и бронзовой медалей молодёжного чемпионата мира, неоднократная победительница и призёрша национальных первенств, различных этапов Кубка мира и Европы, участница зимних Олимпийских игр в Сочи.

## Биография
Штефани Шнайдер родилась 25 сентября 1990 года в городе Брайтенбрунн, федеральная земля Саксония. Заинтересовалась спортом уже с юных лет, активно заниматься бобслеем начала в 2008 году, вскоре в качестве разгоняющей присоединилась к национальной сборной и стала ездить на крупные международные старты, причём часто показывала довольно неплохие результаты. В ноябре дебютировала в Кубке Европы, на трассе австрийского Иглса финишировала с двойкой четырнадцатой, спустя два месяца на этапе в итальянской Чезане уже выиграла бронзовую медаль. В следующем сезоне по-прежнему не могла пробиться в основной состав немецкой команды, вынуждена была выступать на менее значимых второстепенных турнирах вроде европейского кубка, но была здесь весьма успешна, всегда попадала в десятку сильнейших, в 2009 году завоевала ещё четыре бронзовые награды, одну серебряную и одну золотую.
На юниорском чемпионате мира 2010 года в швейцарском Санкт-Морице взяла серебро, после чего стала разгонять боб опытной рулевой Сандры Кириасис. С ней впервые поучаствовала в заездах Кубка мира, причём на первых же двух этапах, в канадском Уистлере и американском Лейк-Плэсиде, была победительницей. В 2011 году побывала на взрослом мировом первенстве в Кёнигсзее, где в итоге одержала победу в программе смешанных состязаний по бобслею и скелетону. Год спустя ездила на молодёжный чемпионат мира в Иглс, где финишировала со своим двухместным экипажем на третьей позиции, получив очередную бронзу. В сезоне 2012/13 перешла в команду рулевой Катлин Мартини, одержав с ней ещё несколько побед на этапах Кубка мира.
В 2014 году Кампхёйс побывала на Олимпийских играх в Сочи, где финишировала десятой в программе женских двухместных экипажей.